# Hethumiden

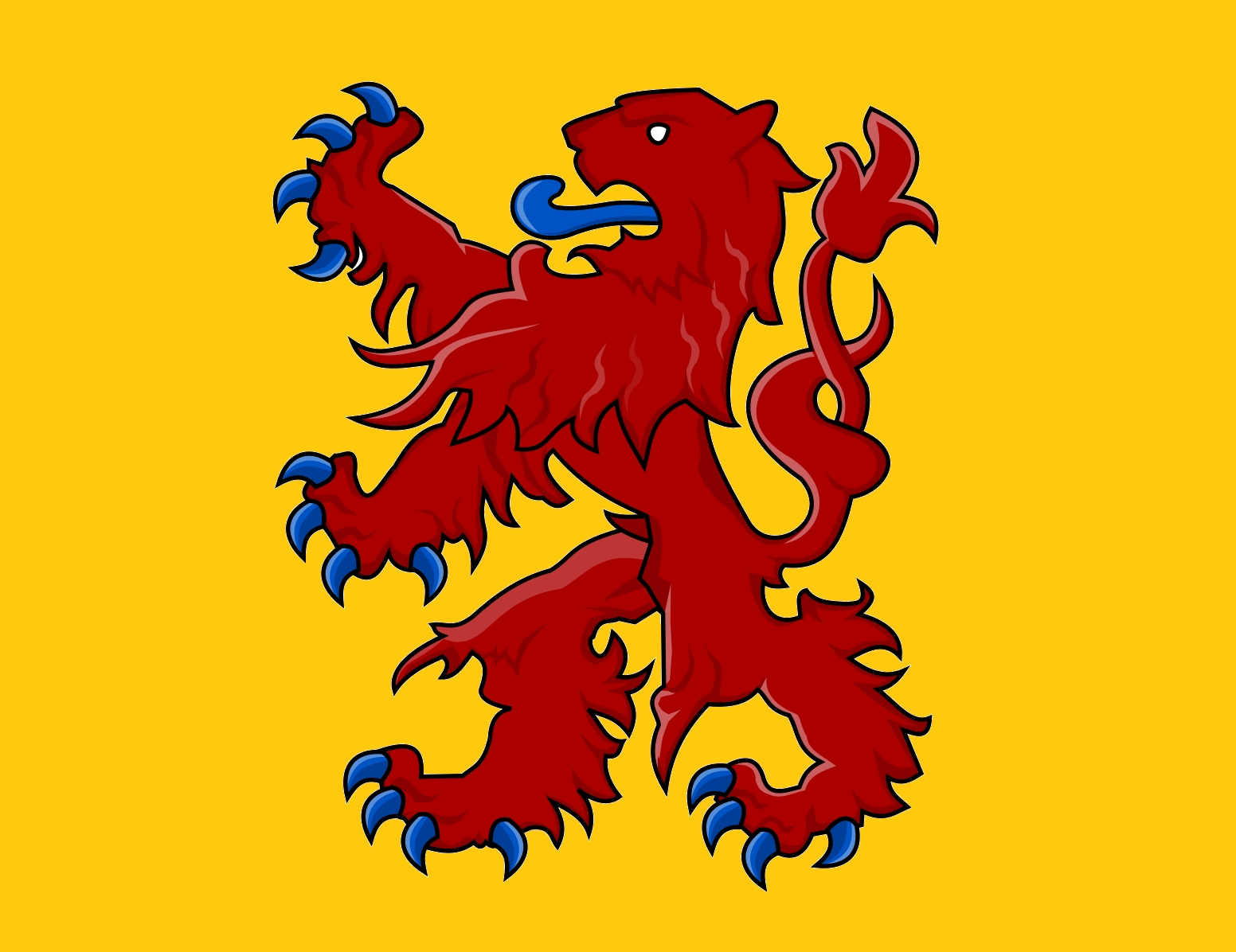

Die Hethumiden beherrschten das Königreich Kleinarmenien von 1226 bis 1375. Sie führen ihre Linie auf den armenischen Adligen Oschin zurück nach dem Fall von Großarmenien um 1072 in Lambron, im Taurusgebirge niedergelassen hatte. Sie standen, im Gegensatz zu ihren großen Rivalen, den Rubeniden, meist auf byzantinischer Seite.
Nach dem Tod von König Leo I. 1219 fiel die Herrschaft über Armenien an seine Tochter Zabel. Nachdem ihre erste Ehe mit Philipp von Antiochia gescheitert war, da dieser nicht zur armenischen Kirche übertreten wollte, übernahm der Baron Konstantin von Lambron die Regentschaft und zwang Zabel zur Heirat mit seinem Sohn Hayton (Hethum I.).
Nachdem König Leon V. ohne Nachkommen gestorben war, fiel die Krone an Guido von Lusignan, dem drittältesten Sohn von Zabel, der Schwester von Hethum II. und Amalrich von Tyrus. Als Katholik war er jedoch extrem unpopulär und wurde 1344 von den Baronen ermordet.

## Könige von Kleinarmenien aus der Linie der Hethumiden
- Hethum I. (1226–1269)
- Leon III. (1270–1289)

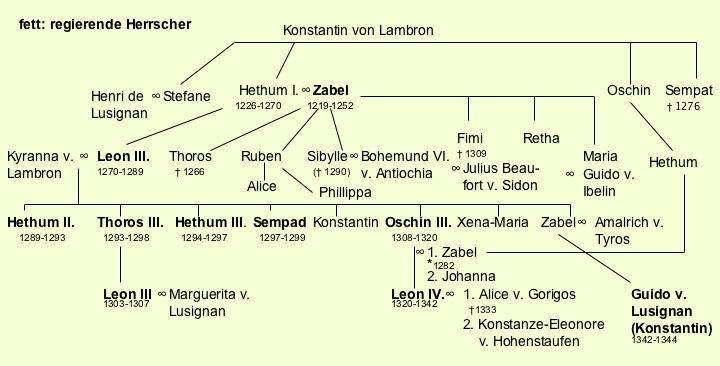
Stammbaum der Hethumiden, unvollständig

- Hethum II. (1289–1293; 1294–1297; 1299–1307)
- Thoros III. (1293–1298)
- Sempad (1297–1299)
- Konstantin III. (1299)
- Leon IV. (1301–1307)
- Oschin (1303/1305–1320)
- Leon V. (1320–1341)